# Шекера Анатолій Федорович
Анато́лій Фе́дорович Шеке́ра (справжнє прізвище — Шикеро; 17 травня 1935, Владивосток, РРФСР — 30 березня 2000, Київ) — український артист балету та балетмейстер, народний артист Української РСР (1983).

## Біографічні дані
Народився 17 травня 1935 року в м. Владивосток.
Закінчив Пермське хореографічне училище (1956), балетмайстерську студію Державного інституту театрального мистецтва в Москві (1964).
1964—1966 — балетмейстер Львівського театру опери та балету.
1966—1977 — балетмейстер Київського театру опери та балету (1975—1977 та від 1994 — його головний балетмейстер).

Могила Анатолія Шекери, Байкове кладовище

Помер після важкої хвороби 30 березня 2000 року. Похований на Байковому кладовищі (ділянка № 49а).

## Постановки
Поставив балети з українського репертуару:
- «Лілея» Костянтина Данькевича (1964),
- «Відьма» Віталія Кирейка (1967),
- «Досвітні вогні» Лесі Дичко (1967),
- «Камінний господар» Віталія Губаренка (1969).

З великим успіхом йшов поставлений ним балет азербайджанського композитора А. Мелікова «Легенда про любов» (1967, 1992).

## Відзнаки
- Почесне звання "Народний артист Української РСР"
- Почесна відзнака Президента України (1995).
- Національна премія України імені Тараса Шевченка (2000) за балетні вистави
  - «Лебедине озеро» Петра Чайковського,
  - «Фантастична симфонія» Гектора Берліоза,
  - «Коппелія» Лео Деліба,
  - «Камінний господар» Віталія Губаренка,
  - «Каменярі» Мирослава Скорика,
  - «Ольга» та «Прометей» Євгена Станковича.